# 鄭二陽
鄭二陽（？—？），字敦次，號見羲、潜庵，河南开封府鄢陵县軍籍。

## 生平
萬曆三十七年（1609年）己酉科河南鄉試第二十九名舉人，四十七年（1619年）己未科进士，初授德安府推官，听断明允，事无冤滞。视篆孝感，旧例岁派富民数人供驿传帷帐器具，民苦之，二阳至，悉自办，遂除其弊。先是潞藩诸庄中官往来收租，民不胜扰，乃为设立区头，供亿赔偿，又辄破产。二阳请于台司，罢区头，有司为之徵解，中官止受成事，人便之。行取如京，父老攀辕饯送，络绎山谷。时逆珰专国，气焰熏灼，令所私授二阳疏稿使劾杨涟不法事，清要可立得，二阳不从珰意，乃左授南工曹。天啓七年转南礼部儀制司郎中，崇祯元年（1628年）秋调南吏部文选司郎中，九月丁母亲周太宜人艰，服除迁浙江海防佥事。盐漕军门大珰杨显名欲府道以属礼见，二阳谓兵道不与盐筮，且敕书无提衡监司语，屹不为动。当是时寇犯凤阳，焚祖陵，淮阳大震，二阳韎韐临戎，简练将卒，一切战守之具无不备。及寇再躏滁州，屠六合，而扬卒无烽火之警者，皆二阳绸缪之力也。举廉卓第一，加淮扬道参议。泰州以竈变告，即亲历诸场开谕，为除蠹害，事遂寝。淮南旱蝗，饥民枕藉于道，乃立五厂赈济之，全活者甚众。二阳治扬五载，宽房税，毁铺禁，革赎锾，停凤米，釐剔百年积弊，民甚德之。及去任，郡城、瓜州、泰州、东台建祠者六。崇祯十二年三月，用廷臣荐，召对平台，五月授都察院右佥都御史、巡抚安庆，协理剿寇军务。所属地界四省群盗日炽，会楚豫淮皖合剿五营大贼，丁啓睿破张献忠于麻城，二阳乃提兵与宋一鹤及凤阳总督朱大典蹙贼左金王、老回回等于潜山怀宁山中，追破争世王于灯草坪，斩首千八百级，一时东南半壁赖其保障。及李自成攻汴，督师丁启睿、左良玉皆往援汴，献忠乘间而东，掠民益军，习水师于巢湖，太监卢九德以总兵官黄得功、刘良佐之兵战于夹山，败绩，江南大震，督抚解任听议，二阳于四月十五日解任，至五月初七日庐州为献忠陷没，时新抚徐世荫已任事二十馀日，刑科翁元益袒徐劾二阳，二阳遂被诬逮法司，崇祯十七年甲申三月，吴履中请以赎金释系禁诸臣，二阳借贷纳赎，被释出狱。将治装，值国变，与周元亮微服出都门，因作《逐妇吟》以明志。南下寓居京口，丙戌（1646年）归里，杜门以诗文自娱，屡荐不起。敦宗睦族，至老不倦，卒年七十一。

## 著作
著有《益楼集》四卷、《理䢵十议》。

## 家族
曾祖鄭儒。祖父鄭植，號叚溪。祖母张氏。父鄭友諒，字诚甫，别號玉池，宁越州判官、雲南麻哈州知州。母周氏（1548年-1628年）。兄鄭一陽，选贡生。
元配梁氏，封安人。子郑蕃，孝廉；次子鄭芑。